# Nationalversammlung (Botswana)
Die Nationalversammlung (englisch National Assembly) ist das Parlament im Einkammersystem von Botswana. Die Nationalversammlung setzt sich aus 65 Abgeordneten zusammen. Sie befindet sich in der Hauptstadt Gaborone. Dem Parlament steht das Ntlo ya Dikgosi (Setswana für Haus der Häuptlinge) im politischen Alltag beratend zur Seite. Die letzte Parlamentswahl fand am 30. Oktober 2024 statt. Es war die 13. Wahl seit der Unabhängigkeit des Landes.

## Wahlsystem
Das Parlament wird alle fünf Jahre gewählt. Es gibt 57 Wahlkreise. Nach dem Wahlgesetz vom 17. Mai 1968 wird in jedem Wahlkreis ein Abgeordneter in relativer Mehrheitswahl gewählt. Sechs weitere Abgeordnete werden durch den Präsidenten ernannt und vom Parlament bestätigt. Der Präsident Botswanas und der Generalstaatsanwalt sind ex offico ebenfalls Mitglieder der Nationalversammlung. Wahlberechtigt sind alle Staatsbürger Botswanas, die das 18. Lebensjahr erreicht haben und im vollen Besitz ihrer gesellschaftlichen und politischen Rechte sind. Für das passive Wahlrecht gilt eine Altersgrenze von 21 Jahren. Kandidieren können nur Personen, die in Botswana geboren wurden und dort seit mindestens einem Jahr wohnen.

## Wahlen
Bei der Wahl am 24. Oktober 2014 siegte die Botswana Democratic Party (BDP) mit 37 von 63 Sitzen. Wahlkreismandate gewannen auch der Umbrella for Democratic Change (UDC) und die Botswana Congress Party (BCP). Bei der Wahl 2019 siegte erneut die BDP mit absoluter Mehrheit. Der UDC erhielt 15 Mandate, weitere Parteien erhielten insgesamt vier Sitze. Erstmals wurden sechs zusätzliche Abgeordnete (Specially elected members of parliament, SMEP) ernannt. Bei der Wahl 2024 gewann erstmals nicht die BDP die Wahl, sondern der UDC errang den Wahlsieg.